# Didem İnselel
Uğur Didem İnselel (Estambul, 13 de julio de 1976) es una actriz y presentadora turca.

## Carrera profesional
Interpretó al personaje "Gönül Kara" en la serie de televisión Kavak Yelleri (2007) transmitida por Kanal D. En la serie, interpreta a una maestra que cambia constantemente de escuela como resultado de ayudar a las personas pero es incomprendida. En la escuela donde empezó a dar clases en Urla, Izmir, su alumno Efe (Dağhan Külegeç) y el hermano mayor de Efe, Metin ( Ferit Aktuğ), se enamoran de Gönül.
En 1999, presentó el programa Melodi. Actuó en Camdan Papuçlar (ATV), 29-30 (Show TV), Fake Princess (Show TV), series de televisión, comerciales y cortometrajes.
Además, presentó el programa Ne Yapmalı? con Fatih Portakal en Kanal D. Dijo que continuaría con su vida teatral después de eso. Interpretó el personaje de "İnci" en la serie de televisión Beni Böyle Sev, que se transmitió en TRT 1.
También se mostró en la pantalla en la serie de televisión Esperando al sol  y tuvo otro papel importante en la serie O Hayat Benim.

## Filmografía
| Televisión | Televisión         | Televisión       | Televisión           |
| Año        | Producción         | Rol              | Notas                |
| ---------- | ------------------ | ---------------- | -------------------- |
| 2003       | Serseri Aşıklar    |                  |                      |
| 2004       | Camdan Papuçlar    |                  |                      |
| 2006       | 29-30              | Eda              |                      |
| 2006       | Sahte Prenses      | Neslihan         |                      |
| 2007-2009  | Kavak Yelleri      | Gönül Kara       |                      |
| 2009       | Kahramanlar        | Zeliha           |                      |
| 2011       | Sen de Gitme       | Nese             |                      |
| 2012       | 6 Mantı            | Leyla            |                      |
| 2013       | Güneşi Beklerken   | Bahar            |                      |
| 2013-2014  | Beni Böyle Sev     | Inci Alataş      |                      |
| 2014-2016  | O Hayat Benim      | Fulya Atahan     |                      |
| 2016       | Arkadaşlar İyidir  | Ayse Yilmaz      |                      |
| 2017       | Dayan Yüregim      | Inci Sanal       |                      |
| 2017-2018  | İstanbullu Gelin   | Gözde            |                      |
| 2019       | Aşk Ağlatır        | Hande Balaban    |                      |
| 2020       | Bir Annenin Günahi |                  |                      |
| 2021       | Akıncı             | Aylin            |                      |
| 2022-      | Kasaba Doktoru     | Neslihan Gumusok |                      |
| Streaming  |                    |                  |                      |
| Año        | Producción         | Rol              | Plataforma           |
| 2021       | Fatma              |                  | Netflix              |
| Películas  |                    |                  |                      |
| Año        | Producción         | Rol              | Notas                |
| 2006       | Re                 |                  | Cortometraje         |
| 2015       | Toz Bezi           | Asli             | Imagen en movimiento |
| 2016       | Sonsuz Aşk         | Gülgün           | Imagen en movimiento |